# Fraterarchibracon affinis
Fraterarchibracon affinis är en stekelart som först beskrevs av Szepligeti 1914.  Fraterarchibracon affinis ingår i släktet Fraterarchibracon och familjen bracksteklar. Inga underarter finns listade i Catalogue of Life.